# 甘城ブリリアントパーク
『甘城ブリリアントパーク』（あまぎブリリアントパーク、Amagi Brilliant Park）は、賀東招二による日本のライトノベル。イラストはなかじまゆかが担当している。富士見ファンタジア文庫（富士見書房→KADOKAWA）より2013年2月から刊行されている。略称は「甘ブリ」。
漫画化・アニメ化・日本国外での翻訳版刊行・スピンオフ小説刊行などのメディアミックス展開が行われている。2014年11月時点でシリーズ累計発行部数は40万部を記録している。

## 概要
潰れかけたテーマパーク「甘城ブリリアントパーク」を主な舞台として、その再建を託された主人公の可児江西也とパークのキャストたちとのドタバタな日常を描いている。
著者の賀東の前作『フルメタル・パニック！』完結からおよそ3年ぶりとなる新シリーズである。2011年刊行と発表されていたが、度重なる刊行延期の末、2013年2月に小説第1巻刊行となった。当初、ジャンルは「ラブコメディ」とされていたが、後に賀東は「あれはウソだ」とも発言しており、ラブコメらしからぬ過激なブラックジョークが多く見られる。
外部からの評価としては、本作について「主人公をはじめ端役にいたるまで皆絶妙に問題を抱えたメンバーによる破壊力」を評価した見解、「ドタバタ劇の間に挟まれた問題キャラのドラマ」を評価した見解がある。
メディアミックス展開としては、2014年2月より漫画連載が開始された他、1作のスピンオフ作品が雑誌連載されている。また、2014年10月より八奈川景晶によるスピンオフ小説『甘城ブリリアントパーク メープルサモナー』が刊行された。日本国外においては、台湾において翻訳版が刊行されている。
テレビアニメ版が2014年10月から放送され、そのストーリーを元にしたコミカライズ作品も発売された。

## あらすじ

### 小説『甘城ブリリアントパーク』
第1巻
主人公・可児江西也は、転校してきた謎の美少女・千斗いすずから、いきなりマスケット銃を突きつけられ、デートの誘いを承諾させられた。いすずに連れられやってきた場所、そこはダメ遊園地として悪名高い甘城ブリリアントパーク（甘ブリ）だった。
パーク内のキャストの対応に憤った西也は帰ろうとするが、いすずに引き合わされた甘ブリの支配人・ラティファ・フルーランザより、支配人代行就任を依頼される。2週間で10万人のゲスト入場者がなければ、契約により閉園を余儀なくされる状況の甘ブリとは無縁の西也であったが、生来の性格より見捨てることもできず、期間限定ということで支配人代行就任を承諾した。
翌日から西也によるプランが遂行実行され、パークは徐々に活気を取り戻してきたがその実、西也は初日の時点で如何なる布石を打ったとしても目標を達成することが厳しいと気が付いていた。そんなパークの運命を打開するため、西也は奔走する。
第2巻
西也の弥縫策により、前年度のゲスト入場目標はクリアした甘ブリであったが、新年度の4月になっても危機的な状況は続いていた。人材や資金が絶対的に不足していることを受け、西也は人材の充実を図るべく、資金難にもかかわらずアルバイトの募集をかける。
しかし、そんな中、面接に現れた応募者はそれぞれ光るところはあるものの皆微妙な者ばかりだった。
資金の方も、早急な手当てを行わないとキャストの給料すら遅配となりかねない危機的状況であった。西也の籌策と奔走により、パーク南側の第2パーク予定地を売却する話がまとまろうとする。
しかし、第2パーク予定地にはかつてパークのキャストが行方不明となった洞穴があるという。
売却実現の隘路とならないかどうか、西也はいすずとモッフル達リアルキャスト数名によりほら穴調査に赴いた。
第3巻
第2パーク予定地売却の話もまとまり、当面の資金不足は回避する事が出来た甘ブリであったが、代償として年間入場者数目標300万人が事業継続条件となってしまう。事態を打開する第一歩として、目睫の間に迫ったゴールデンウィークでリニューアルした「新生甘ブリ」を披露すべく、キャスト達は大型ライブショーの準備に励む。
そんな中、新たに甘ブリキャストに加わった人見知りな中城椎菜は悩んでいた。
準備を積み重ねてきた大型ライブショーのお披露目の日。開演予定時刻となったが、機器のトラブルが発生しショーを開始出来ない。
そんな危機の中、モッフルの提案により、場つなぎとして椎菜が歌うこととなる。
一方で、西也の高校生活は新学年早々既にピンチであった。成績面は何とかなってはいたが、出席日数だけは登校しなければ何ともならない。
西也自身は学校を辞めても良いと考えていたが、人の不幸により得られた幸せでは意味がないとラティファにたしなめられる。
打開策として特殊アイテムを用いて幹部キャスト達が身代わりで登校する事となるが、それぞれが下手を打った為に甘城高校での西也の人間関係がどんどん拗れていく。
そんな中、いすずはミュースが見つけてきたメープルランドのソフトハウス制作カメラアプリのお試しにつきあわされる。アプリにより映し出される、甘ブリの妖精体リアルキャスト達の人間体の姿とは。
第4巻
パークリニューアルの効果とキャスト達の頑張りもあって甘ブリの危機的状況は殆ど改善された。しかし入場者数目標達成への道がまだ見えない状況に変わりなく、目標引き上げを言い出せないままの西也といすずの苦悩は続いていた。
そんな中、伴藤美衣乃の周りでは今日も血を見る事故が発生し、美衣乃のみならずティラミーも犠牲となっていた。改めて美衣乃の調査を行ったところ、重度の呪いを受けておりその影響で周囲の人間が悪影響を受け流血沙汰に繋がっていた事が判明する。これまでのアルバイト先のように美衣乃を辞めさせる事を良しとしない西也は、魔法の国から専門医を呼び寄せる。
一方、経費削減のためPVの自主制作を命ぜられた広報部長のトリケンが作ったPVは、インパクトに欠ける出来栄えであった。
そこで、西也はいすずに改良サポートを命じ、トリケンはいすずと相談しつつキャスト達の意見をPVに反映していく。
そんなある日、勤勉な西也にしては珍しくいすずに対しスケジュールの繰り延べを申し出てくる。体を空けた西也が向かったのは新宿の高層ビル街。尾行したいすずと椎菜は、そこで西也と15歳程度の少女が待ち合わせるのを目撃する。
第5巻
甘ブリテーマソングCDの売れ行きが予想以上に好調な為、安達映子・美衣乃・椎菜のアルバイト3人でユニット「タスクフォースABC」を結成してのリリースを目指す事に。
そんな中、プロデューサー兼ミュージシャンとして制作に携わる事となったマカロンであったが、3人娘を連れて飲みにいった際、映子の婚約者とトラブルを起こしてしまう。
実は甘城市の有力者であった映子の父より甘ブリに対して圧力がかけられて来たが、一芝居打つ事で事態の沈静化を図ろうとする甘ブリの面々であった。
映子の父の甘ブリ来場当日、その日はマカロンの娘が数年振りにマカロンに会いに甘ブリにやって来る日でもあった。
人間体と妖精体とを無理やり行き来しながら両者に応対するマカロン。
ゲスト来場者数が順調に伸びてきている甘ブリであったが、同時に各アトラクションの待ち時間も大幅に伸びてしまっていた。このままでは夏休みには120分待ちにもなりかねない「モッフルのお菓子ハウス」の状況改善を西也は求める。
しかしそれは、現在のコアユーザーにも十分満足して貰え、自身にとっても満足の行く出来であるアトラクション構成を捨てるという事でもあった。エンターテイナーとしてのこだわりとの間でモッフルは苦悩する。
自分ももっと甘ブリの為に役に立ちたいというラティファの思いを汲み、新企画のパレードにラティファを登場させようとの話が出る。ラティファの身の安全を第一に考えるモッフルといすずのプロデュースでパレードが試作される。
第6巻
西也が設計、デザインしたエントランス・スクエアのリニューアルは大成功を収めた。
西也に対し複雑な想いを寄せるいすずの気持ちを知りたいと思った西也はとある事に気が付く。
あの日ラティファにもらった魔法の本当の力とその代償に。
そんな中、デジマーランドのマッキー・ブラウンが甘ブリにやってくる。
彼はほぼ実現不可能な目標動員数を設定された甘ブリにデジマーランドの傘下に入らないかと提案する。
しかしデジマーランドの傘下に入ればパークの存続の可能性は高まるが、パークの運営はデジマーランドに委ねられ、多くの利権が抑えられ、キャストの多くがリストラにあってしまう。
現在のパークの維持とパークの存続の間で悩む西也は、苦肉の策として、大阪のコズミックスタジオとデジマーランドに甘ブリの身売り先として競売に掛け、少しでも良い条件を提示させるため、裏工作を開始する。
魔法を使い、その代償に心身ともにボロボロになっていった西也だが、ラティファの記憶が再び消えてしまったという報告が入る――。
第7巻
パークの客足は好調だったが、ある日ミュースはエレメンタリオの前任者が全身タイツを身に着けていたことを知りショックを受ける。
しかし西也はタイツの着用を認めなかった。
その後、サーラマは自宅が火事になり、引っ越しできるようになるまで同僚の家を転々とすることになる。
またコボリーはパークに流れる、ピンチを救う「妖精さん」の噂を確かめるために様々な人を訪ねる。
一方ミュースはモッフル・アーシェ・ワニピーとともにさべーじに飲みにいく。
そしてシルフィーはテンションが上がる殺虫剤の効果を試すため、色々な人にスプレーをかけて回る。
第8巻

### 『メープルサモナー』
第1巻
100年もの間、メープルランドを一方的に敵視し逆恨みし続けるネコの妖精達の国、ホイップ社会主義共和国連邦 - 通称「ポ連」。メープルランドが地上界に作った「甘城ブリリアントパーク」の偵察と監視、場合によっては実力行使を目的とし、ポ連は甘ブリ内の拠点としてのファンシーショップ「ホイップアンティーク」を開店する。その要員は、親の七光りで大佐になったものの全く人望がないショップオーナーニャーソン、見習い軍人で魔法のハリセン「ドウジギリ」の持ち主の店長紅衣はるの、そしてニャーソンに拉致されて事態に巻き込まれた不幸なアルバイト高校生宗方東司であった。今日もいつもの調子で核爆弾だ洗脳だトラップだとニャーソンが暴走し、はるのから託されたドウジギリで東司がつっ込む。はるのの事を聞きつけた東司大好きな幼なじみ新見杏子も事態に力いっぱい介入し、モッフル・マカロン・ティラミーらも更に火に油を注ぐ。はたして甘ブリ内エトセトランド「ホイップアンティーク」は今日も無事に一日を終えられるのか。そしてラティファを狙う不埒者を阻止し、甘ブリの平穏は保たれるのか。
第2巻
いよいよ存在感が希薄になりながらも甘ブリ転覆の思いだけは失わないニャーソンが、メープルランド出身のお嬢様リーリット・キーマイヤーの拉致に及び、二重スパイへ と仕立てようと画策する。ところがこのリーリット、通称リリの頭の中はアニメの主人公トージョーで満たされてしまっており、瓜二つの東司を同じく立派なジゴロに仕立て上げようとする。はるのや杏子との微妙な方向感のずれも、東司の意向とは全く関係なく脳内変換により見事に補正され、結果ニャーソンにとっては東司のハーレム状態がさらに進行するという由々しき事態となるのであった。
ニャーソンはついに、友好国である東シュトーレン共和国に支援要請を行う。派遣されてきたのは東シュトーレンでも指折りの切れ者、ノエル・ラビウス中尉。リリの召喚魔法で急遽呼び寄せられ対峙するものの押され気味の東司であったが、杏子の乱入による混乱の中、ノエルを武装解除する事に成功する。はたして生粋の軍人とホイップアンティークキャストの間に着地点は見出せるのか。そして、ニャーソンがバナナの皮で転んで頭を打つ時、どのような天変地異が地球を覆うのか。
第3巻
ポ連軍大佐ニャーソンがついにキレた。招聘した助っ人達のハーレムごと甘ブリを吹き飛ばしてやる為、最終兵器「ドウジギリ」の封印が解かれる。真の力が目覚めるのだ——「甘ブリの崩壊はもう間近だにゃ！」
「甘ブリ」転覆を狙うポ連軍大佐・ニャーソンの経営するおみやげ屋。今日もここでは作戦会議が開かれる筈なのだが―大佐の統率力は既に限界を迎えていた。自分の精鋭部隊を揃えたつもりが、バイトの東司のハーレムをアシストしただけ。栄光を取り戻す（?）為には、このおみやげ屋を甘ブリ一番の店に作り替えるしかない!はるの、リリ、杏子、ノエルの4人娘を徹底的に売り出すのだ!!PV撮影、四精霊との女子会、テロリストの 襲撃他の作戦を乗り越えて、大躍進へ突き進め!?

## 登場人物
原作小説とアニメではキャラクター設定が異なっているところもあるが、基本的に本稿は原作小説を基本とする。

### 小説『甘城ブリリアントパーク』の登場人物

#### 主要人物
可児江 西也（かにえ せいや）
声 - 内山昂輝
本作の主人公。頭脳明晰、運動神経抜群、更にルックスも優れているがナルシストな高校生。子役タレント「児玉誠也」として一世を風靡した過去を持つ。
物語開始時は1年生だったが、現在は進級して2年生。支配人代行業務で忙しいため、ほとんど学校には通っていない。誰にでも横柄な態度で接するため、周囲からは煙たがられており、高校では友達もいない状態である。
甘ブリ支配人代行として就任を承諾した後、芸能界で培ったノウハウを活かしつつパークを立て直すために奮闘する。当初は年度内、3ヶ月間限定での支配人代行の約束であったが、10万人入場を達成した後、新年度の4月以降も引き続き支配人代行を務めることになる。
演技力・歌唱力・ダンス力などに秀でており、パークのショーの演出も手掛け、芸能界にもいまだコネクションを持つ。その手腕とカリスマ性も相まって、支配人代行就任後3ヶ月程で一月あたりのゲスト動員数を従来の3.5倍に伸ばすことに成功するなど、非常に有能だが、その実績よりも、西也の一番の美点は「とてつもなく勤勉」な所だと挙げている。どんなに疲れていても絶対に仕事はきっちりこなす。
ラティファにより、王の系統に連なる「相手の心を読む魔法」を与えられている。使用には制約があるため、切り札は最後まで取っておくタイプの西也は、その能力をあまり使用しない。しかしその魔法の本当の力とその代償に気が付き、代償を無視し身を削りながら魔法を使うようになっていった。また、5歳の頃に空中庭園に迷い込んでラティファと出会っている。
両親は離婚している。そのため父はその後再婚し、西也は一時期再婚相手とその連れ子である久武 早紀（きゅうぶ さき）と4人で暮らしていた。ストーリー開始後小説第4巻まででは、父方の叔母である久武 藍珠と2人で暮らしている。また母の苗字を名のってはいるが母を嫌っている。
高所恐怖症である。
『影の世界』での記憶のラティファに王たる素質を持つ者だと告げられる。
いすずに好意を寄せられているのではないかと疑ってはいるが、上司と部下の関係などやいすずの感情の読みにくさから保留している。
名前の元ネタはカニエ・ウェスト。
千斗 いすず（せんと いすず）
声 - 加隈亜衣
本作のヒロインの一人。甘城高校に転校してきた感情表現が希薄な美少女。ポニーテールに結ってある亜麻色の髪が特徴。
人目を惹く容姿に抜群のスタイルを持つが、外面的にドライな印象が強い。また、マスケット銃「シュタインベルガー」による実力行使も躊躇わないなど、剣呑な面もある。
魔法の国「メープルランド」の出身者で、メープルランドでは近衛隊所属の第一衛士「イースズルハ・セントルシア」である。パーク建て直しのために支配人代行として甘ブリに派遣されたが、コミュニケーション能力の低さとエンターテイメントに対する理解不足から努力が盛大に空回りすることとなった。これが甘ブリを絶体絶命の状況に追い込む原因の一つとなり、乾坤一擲の打開策としてラティファの命により西也を甘ブリに連れて来る。西也の支配人代行就任後はサポート役を務め、新年度からは秘書室長として引き続き西也を補佐する。
西也に対して初対面時から高圧的な態度を取っていた。しかし、西也の持つ二面性こそがパークの窮状を救うことができるというレポートを記すなど、当初から彼の能力を高く評価している。当初は西也を「可児江くん」と姓で呼んでいたが、彼の複雑な家族関係を知ったこともあり「西也くん」と下の名で呼ぶようになっている。
西也の秘書として業務をこなす傍ら、西也を異性として意識し始めている一方で、西也を支えきれない自分の能力を不甲斐なく思っている。
また、家系の先祖に河童がいる影響か胡瓜が好物で、入浴に無上の悦びを感じている。妖精としての姿はピンク色のかわいらしい二頭身の河童であり、頭のお皿からマスケット銃を取り出すことができる。
ラティファ・フルーランザ
声 - 藤井ゆきよ
本作のヒロインの一人。甘城ブリリアントパーク総支配人。金髪で色白な少女で国祖スリムの末裔にしてメープルランドの第一王女。動員数が不足し、閉鎖の危機を迎えているパークの再建を西也に依頼する。キャストとの対立を招きやすい西也をフォローするなどして陰ながらサポートする。
自らにかけられた呪いのせいで盲目で病弱であり、住んでいる城に張られている結界から出ることはほとんどない。呪いの正体は致命的な「アニムス欠乏の呪い」である。さらに、「1年ごとに身体の成長と記憶がリセットされる呪い」にもかかっている。それ故に呪いに抗する手段でもある甘ブリの閉園は、自身の身の危機、最終的には存在の消滅に直結することになる。そのため、アニムスを多く得るための手段として、地上にあるメープルランドの「アゲル」である甘ブリに来ている。しかし毎年3月末にリセットされていた記憶が7月に消えてしまう。日を重ねる毎に呪いによる体調不良勃発の頻度が高まっており、事態の根本的な解決のためには、単に甘ブリの入場者数を増やす以上の手立てが必要であるとされている。
一方で盲目であるため聴覚や嗅覚、味覚といった感覚が発達しており、さらに魔法に関係する第六感も持っている。
ラティファの記憶の集合は、西也は「いちばん大切で、大好きな人」であり、その西也の「楽しいと思う気持ち」がなくなっていたことがラティファの体調不良につながっていることが語られた。
名前の元ネタはクィーン・ラティファ。

#### リアルキャスト

##### 甘ブリ三羽ガラス
モッフル・マカロン・ティラミーを合わせて甘ブリ三羽ガラスという事がある。
モッフル
声 - 川澄綾子
アトラクション「モッフルのお菓子ハウス」のお菓子の妖精。しかし甘い物は好きではなく、あたりめやサラミ、コロッケなど酒のつまみになる物が好物。げっ歯類のような2.5頭身の丸っこい体形で瞳が大きく、腕が短い。
パークの人気看板マスコットでキャストからの信頼もあるが好戦的なところがあるのが玉に瑕。何かの番組のパクリ呼ばわりされることを嫌う。パーク内エリア「ソーサラーズ・ヒル」のキャストリーダーも務め、幹部の多数を占めるリアルキャストの中でもリーダー的存在である。また、人手不足でありつつも、キャストとしての仕事やアトラクションの整備などの業務は堅実にこなす。西也に対して、当初はいい印象を持っておらずことあるごとに衝突していたが、彼の直向きな態度を認め、西也に対する姿勢は好意的なものへと変化してきている。
ラティファとは叔父・姪の関係（モッフルの姉が王妃）にある。また、メープルランドの軍人貴族の家系の出であり、軍においては特殊部隊などに属していた。
中城椎菜の亡き父とは飲み友達だった過去があり、彼から椎菜のことも聞かされていた。
人間体の姿は筋骨隆々とした偉丈夫の無精髭の男性。
本名は「モッフル・メル・モーセナス」。グノーフルの子である。
マカロン
声 - 白石涼子
アトラクション「マカロンのミュージックシアター」の音楽の妖精。三頭身の羊が直立した姿をしている。気が乗らないと仕事を休んでしまうことが多く、芸術家気質なところがある。メープルランド出身のリアルキャストである。子供向け童謡などには興味がないが、楽器の演奏は一通りなんでもこなし、楽曲のプロデュースもこなす。
居酒屋で飲んだくれていることが多く、ヘビースモーカーでもある。かつてアイドルと結婚していたが、物語開始時点ですでに離婚しており、娘ララパーの養育費の捻出に苦しんでいる。とはいえ親バカであり、ララパーが甘ブリを訪れた際は「ミュージックシアター」での生演奏終了後客席にララパーを見つけ、人目を全く気にせず抱きしめ続けた。
学生時代はヤンキーで、高校は中退している。
人間体の姿は栗毛の青年。
語尾の「ろん」は出身地のマカロニア弁である。本名は「マカロン・マクゼカロン」。日本名は間桑一郎。ゼカロンの子である。
ティラミー
声 - 野中藍
アトラクション「ティラミーのフラワーアドベンチャー」の花の妖精。
過去に銀行破りで投獄されており、前科持ち。甘ブリへは『もこもこプログラム』という犯罪者更生プログラムの一環でやってきた。また学生時代は大麻を栽培し、証拠隠滅として校舎を全焼させて逃げた過去があるなど、非常に問題があるキャストである。
また女関係もだらしがなく、「一度抱いた女を捨てる」、「ヤクザの妻に手を出す」などその女関係の酷さはマカロンやモッフルに最低と称されるほどである。
頭に付いているお花はアヘンの原料となるケシの花である。爆薬やトラップの扱いにも詳しく、高性能爆薬を大量に保有している。美衣乃の除霊の際には自らの持つ指向性爆弾に妖精や霊体にだけ反応する「iTRAP」を接続して悪霊を迎え撃った。また美衣乃の影響もあり何かと流血沙汰に巻きこまれることがある。
出身はメープルランドのティラダホ地方。セヴァルミーの息子である。
魔法のアプリを使った際の人間体の姿は細身の体格の20代半ばのやや長めのブロンド髪のイケメンである。

##### アクワーリオ/エレメンタリオ
アトラクション「アクワーリオ」（テレビアニメ版では「エレメンタリオ」）の妖精達。
ミュース
声 - 相坂優歌
水の妖精。若手で真面目、四大元素の妖精の中ではリーダー格。エレメンティウム法国の出身。チャームポイントは指で、特技は歌とダンス、苦手な物は寒さと虫また、サーラマと対照的にローマ字をキーボードで打つことも得意としてない。
甘ブリキャストの中での人気は高く、アクの強いメンバーばかりの中では比較的常識人だが反面キャラが薄いことに悩んでいる。いすずとの百合めいた絡みも多く、西也企画のキャンペーン告知動画に出演するなど、パークのお色気担当的なポジションを務めることとなってしまっている。
アクワーリオのリーダーを務めており、一見ばらばらな方向を向いているようにも見えるサーラマ・シルフィー・コボリーの3人からはしっかりと支持されている。
人間体の姿のモッフル・マカロン・ティラミーをどれもタイプと発言し、イケメンなら節操無しに惚れっぽい傾向がある。しかし、一度はナルシストさから引いていた西也への感情も伺わせるようになる。
サーラマ
声 - 津田美波
火の妖精。スマホを常時持ち歩き、ことあるごとにSNSで発言をアップ、頻繁に炎上している。エレメンティウム法国の出身。
事あるごとに「これ拡散していいですか？」と、事態を炎上方向へ導かんともとれる描写が見られる。
ミュースに対して他の2人とはレベルが違う遠慮会釈がない態度で接しており、ミュースに「もしかして嫌われているのでは？」と感じさせていたが、ミュースがピンチの際には真っ先に庇おうとするなどの行動を示すなど深い友情を窺わせる。しかし雑誌の取材で「リーダーが苦手」と発言している。
シルフィー
声 - 黒沢ともよ
風の妖精。四大精霊の中でダンスの素質があるが、場の空気を全く読めず、奇抜な行動が目立つ。エレメンティウム法国の出身。チャームポイントは丈夫な内臓、特技はボブスレーで、苦手な物は深爪。
ミュースをリーダーとして認めており、ミュースがピンチに陥った際にはシルフィーなりのやり方で庇おうとした。
他の3人とは異なり、シルフィーのみが人間体のモッフル・マカロン・ティラミーより通常の妖精体の方を好んでいる。
「しるこ」という名前で動画サイトに自分のダンス動画を投稿している。
コボリー
声 - 三上枝織
土の妖精。引っ込み思案で男同士が絡む薄い本に目がない。エレメンティウム法国の出身。チャームポイントは髪、特技は絵と妄想で、苦手な物はダンス。
腐葉土が大好きな腐女子である。また、人間体のマカロンやミュースが魔法のアプリにより得た人間体のモッフル・ティラミーの画像を見て「私の中のティラマカを修正しなくては」などと妄想を繰り広げていた。
コボリーもミュースをリーダーとして認めており、他の2人と同様にミュースのピンチの際には庇う行動に出ている。

#### その他のリアルキャスト
ワニピー
声 - 寺島拓篤
ソーサラーズ・ヒルの隣にある「ワイルド・バレー」で働くキャスト。トカゲの形をしたキモカワ系の顔をしており、外国人に人気。
人間体は普通の男性だが、髪型がリーゼント。
ドルネル
声 - 日野聡
ティラミーから2代前の花の妖精。10年前に第二パークにあったアトラクション「ルブルムの試練場」に酔ったまま迷い込み行方不明となったが、実際は10年間捕まったままだった。その後は穴を出て、キャストとして働くことになる。またゴールデンウィークのショーでは、ディレクターを務めている。
赤竜ルブルム
声 - 中田譲治
サイズは10トントラックと同じ大きさ。アトラクション「ルブルムの試練場」のラスボスにあたる。大柄だが気弱な性格である。体の大きさゆえに1日で白米を50kg消費する。人の呪いや祝福を見ることができる。
学生時代は茶道部
ゲンジュウロウ
声 - 福山潤
直立2頭身のイルカ形のマスコットで、戦国武将風の格好をしている。「スプラッシュ・オーシャン」のキャストリーダー。魔法の国「アマツ・ヤオ」の水棲妖精で、名家の出身であるゆえ礼節を重んじ、不祥事が起きるたびに切腹を試みている。
未来くん
声 - 福山潤
地球儀に細い手足がついた形のキャストで、「アストロ・シティ」のキャストリーダー。アトラクション「セーブ・ザ・アース」で働いている。モッフルより先輩であるが、モッフルとの関係はぎくしゃくしている。
ジャック・ランディ
40代の無精ひげを生やした男性の姿をしており、腰にリボルバー拳銃を差している。「ワイルド・バレー」のキャストリーダーで、モッフルと同じくらいの古株。
コダイン
土偶の形をしたキャストで、常に浮遊している。「エトセトランド」のキャストリーダー。アニメにも登場するが、無口ゆえに声は当てられていない。
ジョー
声 - 三木眞一郎
アニメオリジナルキャラクターで、原作には6巻から登場した二頭身のサメのキャスト。仕事はまじめだが、水に濡れると怖いホオジロザメになり、また滑舌が非常に悪い。
鉄ひげ
声 - 田中正彦
アニメオリジナルキャラクターで、原作には6巻から登場したキタゾウアザラシの海賊。魔法の国にいた時はフモリダ州やモクサス州の海岸を襲い、金品を盗んだり売ったりしていた。たくさんの手下のオットセイを抱えている。今年になって検挙され、刑務所に入れられそうになったところをティラミーと同じく犯罪者を校正するための『もこもこプログラム』の一環で甘ブリにやってきた。

#### 裏方のリアルキャスト
千斗 いすず（せんと いすず）
トリケン
声 - 福山潤
トリケラトプスのような見た目の広報部長（アニメにおいては営業部長で広報も担当）。口調、物腰ともに丁寧だがすぐ前屈みになる。魔法の国レックスランド出身。
アダルトビデオに詳しく、所有本数は1000本を超える。さらにマカロンによるとソープランドにも詳しいなど、自他ともに認めるエロスへの探究者である。
ストーリー中では主に裏方の仕事を担当する。日本名は「取手」。元々はパーク内エリア「ワイルド・バレー」のアトラクション「プラネット・ダイナソー」のキャストである。
広報部長として求められるような映像の制作センスは乏しい。経費節減のためPVを制作した際、「パッとしない」と西也を初めとする甘ブリキャストに評されている。
人間体は中肉中背のメガネをかけた営業マン風の男。
レンチくん
声 - 稲田徹
機械の国ゾーラ出身の、レンチに手足を生やしたような姿。メンテナンスが主な仕事。言葉はべらんめえ調。
タラモ
声 - 檜山修之
モグート族の長で、ドルモの子。建設会社モグモグ組の代表取締役も務めている。
アーシェ
声 - 三上枝織
長い耳と二本の角に褐色の肌を持つ美貌の女性で、外見は20代。経理を担当する。シュベールト皇国の元財務次官で、本名はアーシェ・アム・アーカムレアル。
アニメ版では長い耳と角が存在せず、普通の人間女性のようなデザインになっている
エクストリーム・アイロニングが趣味。
ニック
声 - 山下誠一郎
顔が骨付き肉で手がウインナー。魔法の国クッキングダムの出身。
ペギー
メープルランド出身のタヌキ型のマスコットで、医務室のナース。二頭身である。
マーちゃん
アニメオリジナルの登場人物。マーチャンダイズ部長。旧式のレジスターの形をしている。在庫管理も担当している。
ドロッ子さん
頭があめ玉で首から下はロングスカートのセーラー服という昭和のスケバン風のリアルキャスト。窓口でチケットを販売している。人気は高い。出身はお菓子の国マンパンアン王国。

#### 地上人のキャスト
可児江 西也（かにえ せいや）
安達 映子（あだち えいこ）
声 - 五十嵐裕美
甘ブリのアルバイト求人に応募し、採用された大学生。馬術を趣味としている。
応募の前月まで芸能事務所に属し声優として出演していた経歴がある。同時期にキャストとして入園した美衣乃や椎菜とは仲もよく、お互いに気遣いあう関係である。ユニット「タスクフォースABC」を結成させられ、甘ブリのイメージソングCDをリリースすることとなる。
実家は甘城病院で、理事長兼院長である映子の父の関係からの婚約者がいる。マカロンと父とのトラブルの責任を取ってパークを辞めようとしたが、いすずの説得で続けることになった。
伴藤 美衣乃（ばんどう びいの）
声 - 高森奈津美
甘ブリのアルバイト求人に応募し、採用された甘城高校とは別の甘城市内の高校の生徒。ルックスやスタイルはよく仕事に対する熱意がある。
アルバイト面接に脇腹を刺された状態で現れ、面接官を務めていた西也・いすず・モッフルの3人を驚愕させる。美衣乃の周囲で血の色が絶えない原因は彼女の屈服・絶望を望んだ悪霊による重い呪いを受けているためである。そのため不幸な出来事が重なったり、周囲の人間から次第に嫌われ最終的には憎悪されていた。しかしどんな状況になっても笑顔を絶やさないよう振舞う。
呪いが解けた美衣乃は、西也がパークのアイドルとして売り出ることを本気で考えるレベルの「掘り出しものの優良キャスト」である。のちに映子・椎菜と共に「タスクフォースABC」に組み込まれた。
中城 椎菜（ちゅうじょう しいな）
声 - 千菅春香
甘ブリのアルバイト求人に応募してきた小学生に間違われるほど小柄な甘城高校の新入生。
人付き合いが苦手で、他人と話をしているとすぐに舞い上がってしまう嫌いがある。そうして落ち込んだ際には、カラオケボックスで1人歌って気分転換を図ることが多い。今ひとつなじむことができない彼女は、ゴールデンウイーク初日の勤務終了後に退職の意思を伝えようとしていた。そんな中、ゲストに対し自らの歌を披露することとなる。その後、西也の企画により「新人バイトC」として甘ブリテーマソングCDの歌唱をさせられ、第2弾CD制作時に映子・美衣乃と「タスクフォースABC」を結成させられる。映子同様、椎菜も美衣乃の呪いの影響を受けていない。
ライブショーの一件以後、引っ込み思案な性格や行動も徐々に直ってきている。甘ブリ以外でも甘城高校で西也やいすずとのつながりがあることもあり、甘城高校を起点としたエピソードでの活動も作中で描写されている。
オークロ
声 - 高橋伸也
常にマスクをつけている甘ブリの警備部長。
モリイ
甘ブリの警備員で今年71歳になる。
アリマ
本業は学生で、バイトで甘ブリの警備員をやっている。オークロ・モリイと共にトリケンの制作するPVに男性のお色気担当として出演する。

#### 甘城高校
可児江 西也（かにえ せいや）
千斗 いすず（せんと いすず）
中城 椎菜（ちゅうじょう しいな）
土田 香苗（つちだ かなえ）
声 - 大友萌
2年一組に在籍する。五組の木村にラブレターを入れたつもりで四組の西也のところに間違えて入れてしまった。その後ティラミーやマカロンの失策により西也が追い詰められたとき西也をかばおうとするが、睦美に圧倒される。
寺野 睦美（てらの むつみ）
声 - 井澤美香子
香苗をぞんざいに扱ったことを西也に追及する。取り巻きの山本・佐々木を含めたグループのリーダー格。
木村
声 - 阪口大助
2年5組に在籍する。香苗が告白しようとした相手。しかし西也（中身はいすず）の対応にひかれ、今度は西也に惹かれてしまう。その後、そのあとのティラミーやマカロン、モッフルらの行動によって失墜した西也の信用を取り戻すために西也が「ガーリーの肉じゅばん」を使って木村になりすまし、睦美と西也（中身はモッフル）の間に入るため、西也に協力する。
此池（このいけ）
西也やいすずの担任教師。

#### 西也の親戚
可児江 西也（かにえ せいや）
久武 藍珠（きゅうぶ あいす）
声 - 甲斐田裕子
西也の叔母で、雑誌の編集者をしている。不規則な生活ながら肌つやがいい。
久武 早紀（きゅうぶ さき）
西也の父の再婚相手である早織（さおり）の子供で、西也の義理の妹にあたる。一時期一緒に住んでいて、西也にはよくなついている。
久武 孝治（きゅうぶ こうじ）
西也の父。西也には無関心であったが、早紀や早織との関係はいい。

### その他
栗栖 隆也（くりす たかや）
声 - 諏訪部順一
「メープル不動産」陣営と対立関係にある「甘城企画」の中心となっている人物。両陣営の間で交わされた契約に基づき、ゲスト入場目標未達寸前の状況下、甘ブリの閉園を西也やいすずに迫る。 西也がかつての人気子役であることを見抜いたり、西也が支配人代行に就任したことによる甘ブリの運営状況の変化にもいち早く気付くなど、若い外見ながらなかなかの切れ者である。また西也がスタジアムに放火したことを知っている。
甘ブリが年間入場者目標を達成した際にラティファに呪いをかけた魔法使いイディナの本性を現し、姿をくらました。その後コズミックスタジオにもぐりこみ、甘城企画で「倉山」として働いている。ただし呪いを解く手段を自らの記憶から消去している。
マッキー・ブラウン
デジマーランドの看板マスコットで、一人で年間数十億ドルを稼いでいる。最も裕福な魔法の国の住人である。見た目は針金のような手足に三頭身かつトリコロールのネズミ。妻の散財と世界1のエンターテイナーという重責に苦しんでおり、1時間1000ドルの精神科に通院している。女遊びも激しく、デジマーランドのパパラッチも躊躇するほどである。「問答無用のミュージカル」という自分の歌を有無を言わさず相手に聞かせる魔法を使う。年収3万ドル以下の友人はモッフルだけである。
北条 一郎（ほうじょう いちろう）
甘城企画の代表取締役。70歳くらいの老人で、両目はくぼみ頬はたるみ、眉毛は伸びている。東都大学工学部を卒業後、建設省・国土交通省で30年間勤務し、13年前に甘城企画の常務取締役に就任した。現在の職は6年前から。趣味はゴルフと麻雀で、妻と2人の子供、そして孫がいる。
グリベル
ピンクの熊の姿をした妖精で、メープルランドの軍の先任曹長。モッフルの部下であった。
オビザ
シュベールト皇国に住む医者で、オーガの一族。彼を含めたオーガの主食は山菜そばである。100年以上医者をやっている。脳内で架空のお手伝いさんである「セツコさん」を生み出し、絵を描いたり話しかけたりしている。また現実世界の女性にセツコさんを見出し、胸を触ったりパンツを脱がせたりしている。しかし美衣乃の呪いを解くことはできたが、ラティファの呪いを解くことはできなかった。ウンブラの眼鏡を持っている。
ゴランビザの子である。
ララパー
マカロンと離婚した妻の間に生まれた一人娘。今年で12歳になる。昔は白バラが大好きだった。
瀬野 高美（せの たかみ）
声 - 中村桜（役名は「タカミ」）
焼き鳥屋「さべーじ」のバイトで、大学4年生。甘城市役所への就職を予定している。
瀬野 高志（せの たかし）
高美の弟で、「モッフルのお菓子ハウス」によく来る不登校の中学生。回転率を上げるためにモッフルのお菓子ハウスが制限時間を設けたため、アトラクションに嫌気がさし、「二度と来ない」と言い放つ。
バクロス
魔法の国ポリーティア出身の時の妖精。二本脚で歩くバクでありロレックスの腕時計をしている。さなみ遊園地のキャストであったが、遊園地がつぶれた後も思い出が多すぎて離れることができず、さなみ遊園地の跡地に残っていた。甘城市からのパーク移転を考える西也に、「ほぼ確定した」未来（本作のバッドエンド）を見せる。打ちひしがれる西也にエールを送った後、限界を迎え消滅する。

### メープルサモナーの登場人物
宗方 東司（むなかた とうじ）
本作の主人公でごく普通の地上人の男子高校生。真面目な性格の常識人で、ニャーソンが毎回巻き起こすトラブルの収拾に忙殺されている苦労人である。
ホイップアンティーク切り盛りの人手不足解消のため、ニャーソンにより拉致されて無理やり連れて来られ、なし崩し的にアルバイトとして働くことになる。
地上人である東司にとっては、ポ連とメープルランドとの間の諍いは正直どうでもよいが、ホイップアンティークを抜けるに抜けられない状態となっている。自らを慕う杏子とリリ、階級の関係でニャーソンに従うノエルの入店により、ますます深みにはまっている。
幼なじみの杏子に対しては「誕生時からの腐れ縁の呪縛を一旦解き放ったその上で、自分を選んでくれるのであればそれは嬉しい」と思っている。
紅衣 はるの（くれい はるの）
オレンジ色の長い髪が特徴的で明るく素直な性格をしている。15歳の女の子。ポ連出身の見習い軍人で、階級は二等兵。ホイップアンティークの店長を務めている。本名は「ハルノフィア・クレーノワ」。ホイップアンティーク設立にあたり、地上界にやってきた。
いすずと同様にスカートの中から日本刀状のハリセン「ドウジギリ」を取り出すことができるが、自らはその能力を引き出すことができない。ドウジギリの育成を望んでおり、それを成すことができる東司をホイップアンティークのアルバイトとして熱烈に勧誘し成功する。
だが恋愛沙汰には疎く、自らの魅力も意識していないせいか、そんな彼女の言動が時に東司を悩ませる。
イップアンティーク内においては、東司・杏子・リリから「店長にふさわしいのははるの」として認められている。
ウラジミール・ウラジーミロヴィチ・ニャーソン
ポ連出身のネコの妖精で、ホイップアンティークのオーナー。
メープルランドに対し敵意を抱いており、事あるごとにメープルランドの出先である甘ブリに害を与えようと暴走しては、東司とはるのに制止されている。
ポ連軍の大佐という地位にあるが、父は軍の英雄、母は党の幹部の娘、実家は大金持ちという親の七光りによるものであるため、自身の才能や指導力はない。また、東司やはるのからの扱いも悪く、ホイップアンティーク店内での序列は最下位である。杏子が働くようになってからは、それ以前には多少回ってきていた仕事もほぼ全くなくなり、疎外感をつのらせるあまりさらなる暴走を生む。
『甘城ブリリアントパーク』小説第5巻にも登場している。
新見 杏子（にいみ きょうこ）
東司のクラスメイトで誕生時に病院の新生児室で隣同士になって以来の付き合いである。15歳。見た目は清楚な女の子だが、頭の中は東司への一途な思いで占拠されてしまっている。そのため未来の妻としての花嫁修業には抜かりなく、料理の腕は達人の域に達しており、料理勝負においてはるのを一蹴した。しかし同様に圧勝が確実視された洗濯勝負では、お題となった東司の下着を前にし精神が別世界にトリップしてしまい、まさかの不戦敗となった。
はるのとの勝負の後和解し、アルバイトとしてホイップアンティークで働くこととなる。
リーリット・キーマイヤー
第2巻から登場したメープルランド出身の15歳のお嬢様。スタイル抜群の金髪巨乳の女の子で、愛称は「リリ」。甘ブリ近隣のファミリーレストランでアルバイトをしていたが、東司に惚れ込んでホイップアンティークで働くことになる。
重度のオタクで、時折、二次元と三次元の区別が出来なくなる。さらにトージョーのように東司もジゴロであるべきだと一方的に決めつけるなどトラブルを招く言動が目立つ。トージョー関連のグッズであれば自在にその場に出現させられる召喚魔法の使い手であり、高じては本来無関係なはずの東司自身までも召喚するに至った。
「東司を通じてのアニメの主人公トージョーの具現化」を目指していることから「現実の人物東司の配偶者」を目指す杏子とは本来相容れない立場にある二人だが、おおむね良好な関係が築かれている。
ノエル・ラビウス
第2巻から登場したポ連の友好国・東シュトーレン共和国出身の少女。軍服に身を包んだ生粋の軍人で真面目な常識人。階級は中尉。ニャーソンからの支援要請を受けた上層部の意向でホイップアンティークへ派遣された。
魔法の鞭「グリンガム」を手にニャーソンが敵と定めた東司と対峙し優位に立っていたが、杏子の乱入による混乱の最中にグリンガムを奪われ拘束される。その後、店員を務めることを余儀なくされた過程を経て、ホイップアンティークで働くことになる。
頭から「うさ耳」が生えているが、普段は軍帽でそれを隠している。

#### その他の登場人物
小説『甘城ブリリアントパーク』より、以下の8名が登場している。
モッフル
マカロン
ティラミー
ラティファ・フルーランザ
ミュース
サーラマ
シルフィー
コボリー

## 甘城ブリリアントパーク
本作の舞台となる、東京西部のベッドタウン甘城市にあるテーマパーク形式の寂れた遊園地。通称「甘ブリ」。出資の大元である魔法の国メープルランドにより運営会社「メープル興業」が設立され運営されている。
メープルランドにおける甘ブリの位置づけは「アゲル」（日本語においては「田園」の意）であり、訪れたゲストの楽しい気持ちを集め「アニムス」という結晶に昇華し糧とすることによって、魔法の国メープルランドを支える役割を担っている。特に王女であるラティファは、自身にかけられた呪いに抗するために通常より多くのアニムスを必要としているため、メープルランドの意思の代弁者であるメープル不動産陣営にとっては、パーク維持が絶対命題である。
パーク運営の歴史は、メープルランドが出資しパーク維持を図る「メープル不動産」陣営と、パーク廃止を狙う「甘城企画」陣営とがせめぎあう形でこれまで綴られてきた。過去に両陣営の間で結ばれた契約により、パークが定められた年間ゲスト入場者数をクリアできない場合、閉園して用地を明け渡すこととなっている。本作ストーリー開始時点において、甘ブリは残り2週間で10万人の入場者が得られないと目標未達となってしまう絶体絶命の危機にある。
パークは、下記の5つのエリアから構成されており、それぞれにキャストを取りまとめるキャストリーダー (CL) が置かれている。エントランスは数億円をかけてリニューアルした。
- 「ソーサラーズ・ヒル」 … 魔法とメルヘンのエリア
- 「スプラッシュ・オーシャン」 … 水系のアトラクションが集まるエリア
- 「アストロ・シティ」 … 宇宙やSF、科学的なテーマを扱うエリア
- 「ワイルド・バレー」 … 野生系アトラクションのエリア
- 「エトセトランド」 … その他のアトラクションが集まるエリア

### 施設
アクワーリオ（小説） / エレメンタリオ（アニメ）
エリア「ソーサラーズ・ヒル」にあるアトラクション四大精霊（水の精霊ミュース、火の精霊サーラマ、風の精霊シルフィー、土の精霊コボリー）を主役としたミュージカル形式の屋内アトラクション。小説第1巻でのミュースの告知動画出演の効果もあり、新年度に入ってからパーク内での人気を上げてきている。
キャストリーダーはミュースが務めている。
アニメにおいては「エレメンタリオ」と施設名が変更されているが、小説でも「エレメンタリオ」の表記が見られ、7巻で改名が正式に発表された。
モッフルのお菓子ハウス
エリア「ソーサラーズ・ヒル」のアトラクションで、レーザーポインターでネズミを撃って得点を稼ぐアトラクション。モッフルは西也には反対されたがこのアトラクションをハードなアクションゲームに改修し、結果的に大成功した。しかし行列が長くなりすぎてしまい、モッフルは悩んだ末にクリア時間をスコアに入れることにする。
セーブ・ザ・アース
エリア「アストロ・シティ」のアトラクションで、エコロジーをテーマに掲げている。
プラネットダイナソー
エリア「ワイルド・バレー」のアトラクションで、恐竜が大暴れするアトラクションである。トリケンももともとはここのキャストだが、普段は着ぐるみに任せている。
エトセトランド
他の4エリアに当てはまらないアトラクションがあるエリア。実験的な施設や期間限定のアトラクション、他の企業からの出店などが置かれ、入れ替わりが激しい。
メープル城
「お城」ではなく「城塞」と形容されるようなお城で、ラティファが居住している。また空中庭園があり、ラティファは普段そこで過ごしている。
メディカル・センター
正面ゲートの西側のエントランス・スクエアに面した一角にある。外見はメルヘン風のドラッグストアだが、中は普通の医務室である。設備は学校の保健室程度で、ベッドは10床。ペギーが働いている。
ホイップアンティーク（メープルサモナー）
エリア「エトセトランド」にあるファンシーショップで『メープルサモナー』ストーリーが主に展開する舞台。甘ブリ内におけるポ連の拠点として開店した。
ショップオーナーはニャーソン、店長ははるのという体制で当初スタートしたが、人手不足が明白であったためにニャーソンが東司を拉致する形で店舗に引きずり込み、ひと悶着の末東司もアルバイトとして働くこととなった。その後、東司に引き寄せられる形で杏子とリリがアルバイトとしてスタッフ入りした。

## 用語
メープルランド
ラティファやいすず、モッフルなど多くの甘ブリリアルキャストの出身国で、魔法の国世界、海と大地のはざまに存在する。王制が敷かれており、王都はメープルブルグ。物語開始時点での国王はラティファの父が務めており、ラティファは第一王女である。また、王妃たるラティファの母はモッフルの実の姉にあたる。行政機構としては他に元老院が存在している。
魔法の国は地上界からのアニムスによって成り立っており、各国は地上界に遊園地やテーマパークという形でアニムスを集めるための「アゲル」を築いている（作中例：浦易デジマーランド・コズミックスタジオ・ハイランダー富士見）。アゲルとして甘城ブリリアントパークを約30年前に建設する際、メープルランドからの出資を受け入れる地上での窓口として「メープル不動産」、パークの運営会社としての「メープル興業」も設立している。
魔法の国世界における外交関係としては、ポ連から100年間にもわたる逆恨みを受け続けて対立関係にある。また、ミュース達アクワーリオ四大精霊の出身国であるエレメンティウム法国とは同盟関係にある。
地上界との行き来は、既存の地上界のターミナル駅に密かに併設されているホームに発着する列車により行われる。メープルランドとの行き来の窓口は横浜駅の11・12番線ホームに到着するメープル電鉄の列車であり、横浜駅とメープルブルグの間は約1時間である。
アニムス
魔法の国の住民に必要なエネルギーであり、自らを高い次元に導くための力。単位はミーベルト。魔法保健機関 (MHO) の定めた基準で、3800ミーベルトあれば健康的な生活が送れるとされている。アニムス計やニトマス試験紙で測定・検出できる。甘ブリにはアニムスがあふれているが、メープルランドのアニムスは自給できておらず、デジマーランドからの輸入に依存している。
リアルキャスト
甘ブリのキャストのうち、メープルランドなどの魔法の国から来ている者を指す。単に「キャスト」といった場合は、それ以外の地上人の従業員を指す。甘ブリの主要メンバーはラティファ以下、いすず、モッフルなどほとんどがリアルキャストで占められており、西也など地上人のキャストは少数である。甘ブリはメープルランド資本のパークではあるが、作中ではメープルランド以外の魔法の国の存在が複数挙げられており、他の魔法の国出身であることが明示されたリアルキャストも複数存在する。
リアルキャストは自らの存在の維持にアニムスを必要とするため、アニムスを生むアゲルたるパークの閉鎖は存在の消滅（モノス）に繋がることとなる。
シュタインベルガー
いすずが常時携帯しているマスケット銃であり、彼女の家系「イースズルハ家」に代々伝わる魔法の武器。先込め式であるにもかかわらず連射も可能なこの銃はいすずと心身一体であり、一定の面積のある露出した肌から自在に出し入れできるため、いすずは基本的に太ももの肌から出し入れを行っている。銃としての特殊効果は込める弾丸に依存しており、それを替えることによって着弾した相手に与える追加効果も変化する。
小説第4巻において、美衣乃に取り付いていた悪霊により暴発して失われたが、「家の倉庫にスペアが50挺ぐらい」あり、すぐにいすずの手元に復活した。
弾丸の一覧は以下の通り。
ペインブリンガー
当たるとタンスに小指をぶつけた時の4倍の痛みがある。
フォーゴットン・レルム
当たった人の記憶を消去する。1発作るのに数年かかる。
パラダイス・ロスト
当たった人の生殖能力を奪う。メープルランドでは1発105円で売っている。

タスクフォースABC
甘ブリの同期採用アルバイト3人娘（安達映子・伴藤美衣乃・中城椎菜）からなる音楽ユニット。甘ブリテーマソングCDを制作するため、結成された。
ユニットとしてのファーストCDは、経費削減の観点および他に適任者がいないこともあり、「音楽の妖精」マカロンによりプロデュースおよび全楽器演奏がなされている。
魔法（まほう）
神託で選ばれた男性にのみメープルランド王家の娘からのキスによって授けられる物。どのような魔法が授けられるかは、女神リーブラの思し召しによる。この魔法は「王統の魔法」と呼ばれ、授けられた人物は多くの魔力を持つ。
影の世界（ウンブラ）
魔法の国とは異なる、地上の裏側の世界のこと。アニムスの分布を色や光で示した世界であり、ウンブラの眼鏡で見ることができるが、それには多くの魔力を必要とする。
モルマート・ストアーズ
アメリカ最大の総合スーパーマーケットで、全世界での年間売り上げは30兆円に上る。西也の売却した第二パーク跡地にモルマートの店を出すことになっている。
さべーじ
モッフル、マカロン、ティラミーの3人がよく行く焼き鳥屋。創業20年ほどで、タカミがアルバイトとして働いている。
もこもこプログラム
メープルランドの法律で定められた犯罪者更生社会奉仕プログラム。ティラミーや鉄ひげなどはこのプログラムの一環として、甘ブリで働いている。
甘城高校
西也やいすずらの通う都立高校。夜間部が併設されているために部活動はあまり盛んではなく、進学校である。
ガーリーの肉じゅばん
モグート族が開発した着ぐるみ。中の人の体型に左右されず特定個人の姿になることができる。ただしレアアースを大量に使うため、大量生産はできない。ラティファがお忍びで歩く際には、ウィッグである「ガーリーの肉じゅばんLT」をつける。
ララパッチのおまもり
リアルキャストが妖精姿のまま街に出ても怪しまれないように携帯するお守り。妖精たちを周りの一般人と同じように認識させる力を持つ。大きさは五百円玉ほどで、女神リーブラの胸像が彫られている。魔法の国のホームセンターで購入できるが、安物は爆発する危険性がある。
鋼鉄のミッチ
人間体と妖精体を相互に変換する魔法装置。棺桶の形状をした内部は針で埋めつくされており、見た目は中世ヨーロッパで使われた拷問具である。変換時間は最速で「おいそぎ」コースの3分だが、速ければ速いほど痛い。
どきどきメロディ高校
マカロンの通っていた高校。柄の悪い学校で、よく暴力事件で問題になっていた。この学校をモデルにしたヤンキー漫画『轟！どきどき高校！』はメープルランドで大ヒットしている。生徒はどメ高（ドメコー）と略している。
モグート族
タラモが長を務める土木工事に長けた妖精の一族。2000年にわたり権力者から狙われており、ポリーティア王国の王宮に地下の逃げ道を作ったためにポリーティアに追われ、13年前から甘ブリに匿われている。妖精法人「モグート組」を運営している。
ポリーティア
魔法の領域にある動物の国。もともとは王政だったが、4年前に革命が起こって共和制に移行した。
シュベールト皇国
厨二な表現が好きな魔法の国。主要産業は林業と農業。大阪のコズミックスタジオを運営している。シュベールトからの列車は大宮駅の23・24番線に直通しており、同ホームに発着するE5系新幹線「スーパーごぶりん」はメープルランドでも人気がある。
私立わくわく幼稚園
いすずを見かける度に襲いかかる幼児3人組（声 - 井澤美香子）が通う幼稚園。園長（声 - 浅野まゆみ）の教育方針は「戦って勝ち取れ」。幼稚園の地下には、金網で囲まれたリング「わくわくコロシアム」が設置されている。

### 用語（メープルサモナー）
ホイップ社会主義共和国連邦
主に『メープルサモナー』に登場する共産主義国家で、ニャーソンやはるのの出身国。通称「ポ連」で首都はピロシキ。
同じ魔法の国のメープルランドに対し、一方的な逆恨みを100年も続けている。メープルランド側も当初は誤解を解こうと努力したものの、悪化するばかりの事態に「あいつらメンドイ」と疲れてしまい、抗争は延々と続いている。
メープルランドが地上界に建設した甘城ブリリアントパークの偵察・監視を目的としており、エトセトランド内に拠点としてファンシーショップ「ホイップアンティーク」を構えている。
魔法の国世界での数少ない友好国として東シュトーレン共和国があり、ノエルは東シュトーレン共和国からホイップアンティークに派遣された。
ドウジギリ
『メープルサモナー』に登場する、日本刀状の魔法の武器。日本刀と形が同じなのは鞘と柄のみであり、刀身はハリセンそのものである。所持者のはるのと心身一体の状態にある。当初はハリセンとしては折り目が全くなく、武器としての威力もない状態だったが、東司が妖精（主としてニャーソン）に対するツッコミに使用すると抜群の威力を発揮し、使用のたびに折り目が増えて成長する。はるのが使用してもそのような効果は現れないため、東司ははるのによって「（魔法の武器としては役立たずで自らのコンプレックスの原因となっていた）ドウジギリを成長させてくれるヒーロー。もう逃がさない」と、「ドウジギリ育成役」として認定されてしまった。

## 制作背景
賀東は「遊園地で着ぐるみを見て、あれで実は子供が大嫌いだったら面白いのではと考えたのが出発点」「エッジのきいた娯楽作品にばかり接している自分のような大の男にとっては、お茶の間向けの遊園地は退屈。そこで、底意地の悪いアイデアが出てきてしまう」との趣旨で、本作執筆の狙いについて述べている。一癖あるメンバーが一念発起して何かに取り組む姿、エンターテイナーの苦悩、斜陽産業の悲哀といったものを描いて行きたかったとも語っている。
また、賀東は「次回作としてはミリタリー色の強いアクション系の話をやるのが順当だとは思ったが、そのタイプの話はまた手がける機会があるだろうから、今回は違うタイプの話で頑張ることにした」との趣旨で本作執筆の背景について述べている。また「この手のコメディーをやるのは初めてだから試行錯誤」とも語っており、執筆に苦労していることがうかがわせられる。
斜陽のテーマパークを作品の主な舞台としたことについては「（ライトノベルにおいて）定番のコミュニティである『学校』以外での舞台設定で話を作れないか。学校が読者の想定する最大公約数的なコミュニティであることは疑いないが、そこから外れてしまったとしても他にも居場所はある。そういう話にチャレンジしてみたかった」との趣旨で述べている。

## 既刊一覧

### 小説
甘城ブリリアントパーク
富士見ファンタジア文庫（KADOKAWA）より刊行。日本国外においては、青文出版集団（台湾）より『甘城輝煌樂園救世主』のタイトルで翻訳版が刊行されている。
| 巻数 | タイトル                | 初版発行日     | 発売日             | ISBN              | 台湾での発売日 | 台湾での初版発行日 | 台湾でのISBN                                                                      |
| ---- | ----------------------- | -------------- | ------------------ | ----------------- | -------------- | ------------------ | --------------------------------------------------------------------------------- |
| 1    | 甘城ブリリアントパーク1 | 2013年2月25日  | 2013年2月20日[17]  | 978-4-8291-3828-1 | 2014年5月2日   | 2014年5月9日       | 978-986-356-031-9（通常版）[10] EAN 4718016009325 （特装版）[18]                  |
| 2    | 甘城ブリリアントパーク2 | 2013年8月25日  | 2013年8月20日[19]  | 978-4-8291-3921-9 | 2014年7月30日  | 2014年8月7日       | 978-986-356-144-6 （通常版）[20]                                                  |
| 3    | 甘城ブリリアントパーク3 | 2014年1月25日  | 2014年1月18日[21]  | 978-4-0407-0004-5 | 2014年10月17日 | 2014年10月22日     | 978-986-356-162-0 [22]                                                            |
| 4    | 甘城ブリリアントパーク4 | 2014年6月25日  | 2014年6月20日[23]  | 978-4-04-070207-0 | 2015年2月3日   | 2015年2月10日      | 978-986-356-198-9 （通常版）[24] EAN 4718016011762 （アニメ完結記念版）[注 1][25] |
| 5    | 甘城ブリリアントパーク5 | 2014年10月25日 | 2014年10月18日[26] | 978-4-04-070208-7 |                |                    |                                                                                   |
| 6    | 甘城ブリリアントパーク6 | 2015年4月25日  | 2015年4月18日[27]  | 978-4-04-070209-4 |                |                    |                                                                                   |
| 7    | 甘城ブリリアントパーク7 | 2015年10月25日 | 2015年10月20日[28] | 978-4-04-070701-3 |                |                    |                                                                                   |
| 8    | 甘城ブリリアントパーク8 | 2016年6月25日  | 2016年6月20日[29]  | 978-4-04-070702-0 |                |                    |                                                                                   |
甘城ブリリアントパーク メープルサモナー
『甘城ブリリアントパーク』スピンオフ作品として刊行。八奈川景晶著、原案・監修を原作著者の賀東招二が務めている。イラストは同じくなかじまゆかが担当。
タイトルの『メープルサモナー』は、賀東ではなく編集が考えて名付けたもので、内容自体もほとんどおまかせ状態と語っている。
また、賀東はメープルサモナーについて「可愛いに特化したハーレム物なので本編キャラとは人物描写が食い違っている」ともコメントしている。
日本国外では、本編と同じく台湾の青文出版集団から「甘城輝煌樂園救世主 紅楓召喚者」のタイトルで翻訳版が2015年5月から刊行されている。
| 巻数 | タイトル                                 | 初版発行日     | 発売日             | ISBN              | 台湾での発売日 | 台湾での初版発行日 | 台湾でのISBN      |
| ---- | ---------------------------------------- | -------------- | ------------------ | ----------------- | -------------- | ------------------ | ----------------- |
| 1    | 甘城ブリリアントパーク メープルサモナー1 | 2014年10月25日 | 2014年10月18日[31] | 978-4-04-070287-2 | 2015年5月6日   | 2015年5月13日      | 9789863562320[32] |
| 2    | 甘城ブリリアントパーク メープルサモナー2 | 2014年11月25日 | 2014年11月20日[33] | 978-4-04-070288-9 |                |                    |                   |
| 3    | 甘城ブリリアントパーク メープルサモナー3 | 2015年2月25日  | 2015年2月20日[34]  | 978-4-04-070289-6 |                |                    |                   |

### 漫画
甘城ブリリアントパーク
『月刊ドラゴンエイジ』(KADOKAWA) 2014年3月号より、小説を原作とした漫画が連載された。
| 巻数 | タイトル                 | 発売日            | ISBN              |
| ---- | ------------------------ | ----------------- | ----------------- |
| 1    | 甘城ブリリアントパーク 1 | 2014年7月9日[35]  | 978-4-04-070256-8 |
| 2    | 甘城ブリリアントパーク 2 | 2014年10月9日[36] | 978-4-04-070408-1 |
| 3    | 甘城ブリリアントパーク 3 | 2015年4月9日[37]  | 978-4-04-070409-8 |
| 4    | 甘城ブリリアントパーク 4 | 2015年10月9日[38] | 978-4-04-070724-2 |
| 5    | 甘城ブリリアントパーク 5 | 2016年3月19日[39] | 978-4-04-070725-9 |
| 6    | 甘城ブリリアントパーク 6 | 2016年10月8日[40] | 978-4-04-072053-1 |
甘城ブリリアントパーク？ふも
『月刊ドラゴンエイジ』2014年6月号より連載された。また、『ドラゴンマガジン』でも連載されている。ドラゴンコミックスエイジ（KADOKAWA）より刊行。
賀東招二（原作）・東皓司（作画）・なかじまゆか（キャラクター原案）。
| 巻数 | タイトル                       | 発売日            | ISBN              |
| ---- | ------------------------------ | ----------------- | ----------------- |
| 1    | 甘城ブリリアントパーク？ふも   | 2015年1月9日[41]  | 978-4-04-070458-6 |
| 2    | 甘城ブリリアントパーク？ふも 2 | 2015年10月9日[42] | 978-4-04-070727-3 |
甘城ブリリアントパーク The Animation
ドラゴンコミックスエイジ（KADOKAWA）より刊行の描き下ろし単行本。小説準拠の吉岡版とは違い、アニメ版のシナリオ準拠のコミカライズ。
| 巻数 | タイトル                               | 発売日             | ISBN              |
| ---- | -------------------------------------- | ------------------ | ----------------- |
| 1    | 甘城ブリリアントパーク The Animation   | 2014年12月29日[11] | 978-4-04-070411-1 |
| 2    | 甘城ブリリアントパーク The Animation 2 | 2015年4月9日[44]   | 978-4-04-070509-5 |
| 3    | 甘城ブリリアントパーク The Animation 3 | 2015年10月9日[45]  | 978-4-04-070726-6 |

## テレビアニメ
| 原作・シリーズ監修   | 賀東招二（富士見ファンタジア文庫刊） |
| 原作イラスト         | なかじまゆか                         |
| 製作                 | 中山佳久、安田猛、八田英明           |
| プロデューサー       | 田中豪、千葉誠、山口真由美           |
| 監督                 | 武本康弘                             |
| シリーズ構成         | 志茂文彦                             |
| キャラクターデザイン | 門脇未来                             |
| プロップデザイン     | 高橋博行                             |
| 総作画監督           | 丸木宣明                             |
| 美術監督             | 渡邊美希子                           |
| 色彩設計             | 石田奈央美                           |
| 撮影監督             | 冨板紀宏                             |
| 編集                 | 重村健吾                             |
| 音響監督             | 鶴岡陽太                             |
| 音楽                 | 光宗信吉                             |
| 音楽プロデューサー   | 石川吉元                             |
| 音楽制作             | フライングドッグ                     |
| アニメーション制作   | 京都アニメーション                   |
| 製作協力             | KADOKAWA、京都アニメーション         |
| 製作                 | 甘ブリ再生委員会、TBSテレビ          |

2014年1月に本作のアニメ化が発表され、同年10月から12月までTBSテレビ、BS-TBS他にて放送された。全13話。BD/DVDには特別編としてテレビ未放送の第14話が付属する。
同じく賀東招二原作である『フルメタル・パニック！』シリーズのアニメ化では賀東自身がシリーズ構成を担当していたが、本作では志茂文彦が務めており、賀東は監修に留まっている。また、アニメーション制作は同シリーズにも関わっていた京都アニメーションが担当する。
監督の武本康弘は本作について「賀東さんはこちらのやりたい様に作らせてくれる方なので、あえて原作とは違う人物描写、展開にしてみたい」と語っており、オリジナルキャラクターも登場し、原作でほぼ描写されることのないマスコットの出番が大幅に増えており、原作とは異なるストーリーが展開された。
また、武本の提案により、「アニメファンやアニメはあまり見ないけどテーマパーク好きだという人たちをはじめ、できるだけ多くの皆さんに楽しんでもらえるような作品」という目標がスタッフ全員で共有されている。

### プロモーション
2014年7月19日から同年8月31日まで赤坂サカスで行われた『夏サカス2014 デリシャカス』で、当番組と中野にあるコロッケ専門店「西郷亭」とのコラボ出展が行われた。
東京ヴェルディは2015年3月21日に行う水戸ホーリーホック戦と、同年4月11日に行うFC岐阜戦で、それぞれ当番組とのコラボ企画を開催した。

### 原作との相違点
アニメは原作とは展開や結末が異なっている。原作で多く見られる過激なブラックジョークは全面的にカットされており、監督の意向によるマスコットのコミカルな表現が増えている。主人公の西也をはじめ、原作とは異なった描写・設定が盛り込まれたキャラクターも多い。
また、原作とは異なるストーリーが展開されている。原作では達成すべき来園者数が10万人、残された期間がわずか2週間となっており、年間営業日330日換算で1日わずか約300人と少なすぎ、経営改善のための期間としてはかなり無理があった。それに対して、アニメ版では放映期間の1クールに合わせて3ヶ月に変更されており、それに合わせて達成すべき来園者数は25万人と、より現実的な数字に変更されている。

### 主題歌
オープニングテーマ「エクストラ・マジック・アワー」
作詞 - 藤林聖子 / 作曲・編曲 - 鴇沢直 / 歌 - AKINO with bless4
エンディングテーマ「エレメンタリオで会いましょう!」
作詞 - 藤林聖子 / 作曲・編曲 - 宅見将典 / 歌 - BRILLIANT4[ミュース(相坂優歌)、シルフィー(黒沢ともよ)、コボリー(三上枝織)、サーラマ(津田美波)]
挿入歌
「素晴ラシキFUN!TASY」(第9話)
作詞 - 藤林聖子 / 作曲 - 大凪樹 / 編曲 - 宅見将典 / 歌 - BRILLIANT4
「Jet Coaster Ride」(第9話)
作詞 - KANASA / 作曲 - AKASHI / 編曲 - 鴇沢直、AKASHI / 歌 - AKINO with bless4

### 評価
「ニュータイプアニメアワード2014-2015」ではマスコットキャラクター賞でモッフルが2位を獲得している。
「読者が選ぶ2014 輝け!アニメキャラ大賞!!」では新人賞で千斗いすずが5位を獲得している。
アメリカのアニメ評価サイト「Anime Trending」が主催した「第1回 Anime Trending Awards」ではMAN OF THE YEAR部門で可児江西也が4位、GIRL OF THE YEAR部門で千斗いすずが10位、COUPLE SHIP OF THE YEAR部門では「可児江西也×千斗いすず」が6位、COMEDY ANIME OF THE YEAR部門で2位をそれぞれ獲得している。

### 各話リスト
| 話数              | サブタイトル               | 脚本       | 絵コンテ            | 演出       | 作画監督          |
| ----------------- | -------------------------- | ---------- | ------------------- | ---------- | ----------------- |
| 第1話             | お客が来ない！             | 志茂文彦   | 武本康弘            | 武本康弘   | 丸木宣明          |
| 第2話             | 時間がない！               | 志茂文彦   | 武本康弘            | 藤田春香   | 丸木宣明 髙橋博行 |
| 第3話             | テコ入れが効かない！       | 武本康弘   | 石原立也            | 石原立也   | 引山佳代          |
| 第4話             | 秘書が使えない！           | 賀東招二   | 北之原孝將 小川太一 | 小川太一   | 秋竹斉一          |
| 第5話             | お金が足りない！           | 石川知佳   | 山村卓也            | 山村卓也   | 池田和美          |
| 第6話             | 人手が足りない！           | 西岡麻衣子 | 北之原孝將          | 北之原孝將 | 瀬崎利恵          |
| 第7話             | プールが危ない！           | 武本康弘   | 雪村愛              | 雪村愛     | 植野千世子        |
| 第8話             | 恋心が届かない！           | 志茂文彦   | 藤田春香            | 藤田春香   | 秋竹斉一 高橋博行 |
| 第9話             | チームワークが生まれない!  | 賀東招二   | 河浪栄作            | 河浪栄作   | 引山佳代          |
| 第10話            | もう打つ手がない！         | 西岡麻衣子 | 小川太一            | 小川太一   | 西屋太志          |
| 第11話            | これでもう心配ない！       | 志茂文彦   | 山村卓也            | 山村卓也   | 池田和美          |
| 第12話            | 未来は誰にもわからない！   | 賀東招二   | 武本康弘            | 北之原孝將 | 瀬崎利恵          |
| 第13話            | PVがつまらない！           | 志茂文彦   | 雪村愛              | 雪村愛     | 植野千世子        |
| 第14話 （未放送） | のんびりしている暇がない！ | 賀東招二   | 武本康弘            | 北之原孝將 | 瀬崎利恵          |

### 放送局
| 放送期間                        | 放送時間                     | 放送局             | 対象地域・備考                   |
| ------------------------------- | ---------------------------- | ------------------ | -------------------------------- |
| 2014年10月7日 - 2014年12月26日  | 金曜 2:16 - 2:46(木曜深夜)   | TBSテレビ          | 関東広域圏 / 製作局              |
| 2014年10月8日 - 2014年12月30日  | 水曜 1:48 - 2:18（火曜深夜） | 東北放送           | 宮城県                           |
|                                 | 水曜 2:08 - 2:38（火曜深夜） | RKB毎日放送        | 福岡県                           |
| 2014年10月8日 - 2015年1月6日    | 水曜 3:30 - 4:00（火曜深夜） | 毎日放送           | 近畿広域圏 / 『アニメ特区』第3部 |
| 2014年10月10日 - 2014年12月26日 | 金曜 3:26 - 3:56（木曜深夜） | CBCテレビ          | 中京広域圏                       |
| 2014年10月12日 - 2015年1月3日   | 日曜 1:30 - 2:00（土曜深夜） | BS-TBS             | 日本全域                         |
| 2014年10月19日 - 2015年1月3日   | 日曜 1:53 - 2:23（土曜深夜） | チューリップテレビ | 富山県                           |
| 2014年10月20日 - 2015年1月12日  | 月曜 1:00 - 1:30（日曜深夜） | TBSチャンネル1     | 日本全域 / リピート放送あり      |

| 放送期間         | 放送時間        | 配信元         | 対象地域・備考                  |
| ---------------- | --------------- | -------------- | ------------------------------- |
| 2014年10月14日 - | 火曜 12:00 更新 | dアニメストア  | 日本全域                        |
| 2014年10月15日 - | 水曜 23:30 更新 | ニコニコ生放送 | 日本全域 / タイムシフト視聴不可 |

### 関連商品

#### BD / DVD
| 巻数   | 発売日         | 収録話          | 規格品番  | 規格品番   | カバー                                   |
| 巻数   | 発売日         | 収録話          | BD限定版  | DVD限定版  | カバー                                   |
| ------ | -------------- | --------------- | --------- | ---------- | ---------------------------------------- |
| 1      | 2014年12月26日 | 第1話 - 第2話   | KAXA-7201 | KABA-10310 | 西也・いすず                             |
| 2      | 2015年1月30日  | 第3話 - 第4話   | KAXA-7202 | KABA-10311 | 西也・ラティファ                         |
| 3      | 2015年2月27日  | 第5話 - 第6話   | KAXA-7203 | KABA-10312 | ミュース・サーラマ・シルフィー・コボリー |
| 4      | 2015年3月27日  | 第7話 - 第8話   | KAXA-7204 | KABA-10313 | 映子・美衣乃・椎菜                       |
| 5      | 2015年4月24日  | 第9話 - 第10話  | KAXA-7205 | KABA-10314 | モッフル・マカロン・ティラミー           |
| 6      | 2015年5月29日  | 第11話 - 第12話 | KAXA-7206 | KABA-10315 | 西也・いすず・ラティファ                 |
| 特別編 | 2015年6月26日  | 第13話 - 第14話 | KAXA-7207 | KABA-10316 | いすず・ラティファ・トリケン             |
| BOX    | 2017年1月27日  | 第1話 - 第14話  | KAXA-9825 | -          |                                          |

#### CD
| 発売日         | タイトル                                               | 規格品番                                   | 備考                                     |
| -------------- | ------------------------------------------------------ | ------------------------------------------ | ---------------------------------------- |
| 2014年10月22日 | エクストラ・マジック・アワー                           | VTCL-35194                                 | 2020年1月期：ゴールド認定楽曲（DL）      |
| 2014年10月22日 | エレメンタリオで会いましょう！                         | VTCL-35195                                 |                                          |
| 2014年11月19日 | TVアニメ「甘城ブリリアントパーク」キャラクターソング集 | VTZL-95（初回限定盤） VTCL-60384（通常盤） |                                          |
| 2014年12月24日 | TVアニメ「甘城ブリリアントパーク」O.S.T.               | VTCL-60385                                 |                                          |
| 2014年12月24日 | TVアニメ「甘城ブリリアントパーク」ドラマCD             | VTCL-60387                                 |                                          |
| 2015年4月22日  | 合言葉はミラクル ！                                    | VTCL-35206                                 | 可児江西也×千斗いすず キャラクターソング |
| 2015年4月22日  | シャイン                                               | VTCL-35207                                 | ミュース キャラクターソング              |
| 2015年4月22日  | 読まぬ空気のカラザンヨウ！                             | VTCL-35208                                 | シルフィー キャラクターソング            |
| 2015年4月22日  | 花花×メクルメク                                        | VTCL-35209                                 | コボリー キャラクターソング              |
| 2015年4月22日  | Enjoy!!                                                | VTCL-35210                                 | サーラマ キャラクターソング              |

#### 書籍
- 『甘城ブリリアントパーク コンプリートブック』学研プラス、2015年9月25日発売[84]、ISBN 978-4-05-406349-5

#### アプリ
- アニメきせかえ王国↑配信
  - スマホ/ガラケー向けきせかえアプリ（2014年1月14日配信開始）
  - スマホ向けキーボードきせかえアプリ（2014年1月14日配信開始）
- 嫁コレ配信
  - ボイス付きカードアプリ ラティファ・フルーランザ（2015年11月6日配信開始）
  - ボイス付きカードアプリ 千斗いすず（2015年11月13日配信開始）

### Webラジオ
『甘城ブリリアントラジオ「ぶりらじ」』のタイトルで2014年8月15日から公式サイトにて不定期配信、10月10日（第5回）からは毎週金曜日に配信、12月25日（第16回）に終了。その後スペシャル版が2015年2月27日（SP＃1）、4月24日（SP＃2）、5月30日（SP＃3）に配信。SP＃3の内容は、2015年5月17日に開催したファンイベント「甘ブリ50万人達成記念! 大感謝祭!!」のよみうりランド内、らんらんホールで行われた「ぶりらじ」公開録音イベントのダイジェスト版となっている。
パーソナリティは加隈亜衣（千斗いすず 役）、藤井ゆきよ（ラティファ 役）が務めている。

#### ゲスト
- 第10回（11月14日） 白石涼子
- 第11回（11月21日） 野中藍
- 第12回（11月28日） 川澄綾子
- SP＃3（2015年5月30日） 内山昂輝

## ゲーム
開催順。
ラストピリオド -終わりなき螺旋の物語-
2016年5月10日よりAndroid用、同年5月11日よりiOS用に配信されているアプリゲーム。本作とはコラボレーションとして、2017年4月にイベントを開催。
本作のイベントとキャラクターを入手できるのは期間限定だった。

ファンタジア・リビルド
2020年12月17日より配信されているPC / iOS / Android用アプリゲーム。富士見ファンタジア文庫作品のクロスオーバーRPGであり、2021年8月より本作のキャラクターが登場する。
本作のイベントとキャラクターを入手できるのは期間限定だった。

エレメンタルストーリー
2015年1月16日よりAndroid用、同年6月1日よりiOS用に配信されているアプリゲーム。富士見ファンタジア文庫作品とのコラボレーション第1弾として、2023年5月に本作からはキャラクターが登場した。
本作のキャラクターが登場・入手できるのは期間限定だった。